# Hakan Şükür
Hakan Şükür [hakan šykyr] (1. září 1971, Adapazarı) je bývalý turecký fotbalista. Hrával na pozici útočníka.
Za tureckou reprezentaci odehrál 112 utkání (druhý nejvyšší počet v dějinách tureckého národního týmu) a vstřelil rekordních 51 branek. Získal s ní bronzovou medaili na mistrovství světa roku 2002. Hrál i na mistrovství Evropy 1996 a 2000.
S Galatasaray Istanbul vyhrál v sezóně 1999/00 Pohár UEFA. Stal se s ním osmkrát mistrem Turecka (1992/93, 1993/94, 1996/97, 1997/98, 1998/99, 1999/00, 2005/06, 2007/08) a pětkrát získal turecký pohár (1992/93, 1995/96, 1998/99, 1999/00, 2004/05). Ten vybojoval v sezóně 1987/88 i se Sakaryasporem. S Parmou získal pohár italský (2001/02). Třikrát byl nejlepším střelcem turecké nejvyšší fotbalové ligy (1996/97, 1997/98, 1998/99, vždy v dresu Galatasaraye). Celkem v této soutěži nastřílel 249 branek, což je rekord (je členem klubu 100'LER KULÜBÜ sdružujícího fotbalisty se 100 a více nastřílenými ligovými brankami).
Roku 2003 ho Turecká fotbalová asociace vybrala jako nejlepšího tureckého fotbalistu uplynulých 50 let a nominovala ho tak do elitní dvaapadesátky hráčů ("Golden Players") složené u příležitosti 50. výročí federace UEFA.
Po skončení hráčské kariéry byl v roce 2011 zvolen do Tureckého parlamentu.
V listopadu 2019 prozradil ve videu na YouTube, že se živí jako řidič pro Uber ve Spojených státech.